# 後藤啓介 (イラストレーター)
後藤 啓介（ごとう けいすけ、1963年1月21日 - ）は、日本のイラストレーター、漫画家。

## 来歴
大分県生まれ。芝浦工業大学卒業。1984年、「模型情報」連載の『夢幻境戦士エリア』（菊地秀行原作）で「加藤洋之＆後藤啓介」名義のコンビでイラストデビュー。その後、小説のカバーイラストや雑誌のイラストなどで人気を博し、1989年度の星雲賞（アート部門）、SFマガジン読者賞（イラストレーター部門）を受賞。1999年、加藤洋之とのコンビを解消し、以後は本のカバーイラストを中心に活動する。

## 作品
加藤龍勇との共同作品については「加藤龍勇+後藤啓介」を参照。ここでは単独名義での作品を扱う。

### 挿絵・イラスト

#### 小説
- 琥珀のひとみ（ジョーン・D・ヴィンジ、創元SF文庫）
- 移動都市（フィリップ・リーヴ、創元SF文庫）
- 新訂版コナン全集（ロバート・E・ハワード、創元推理文庫）
- 月蝕島の魔物（田中芳樹著、東京創元社）

ほか